# 大井宿

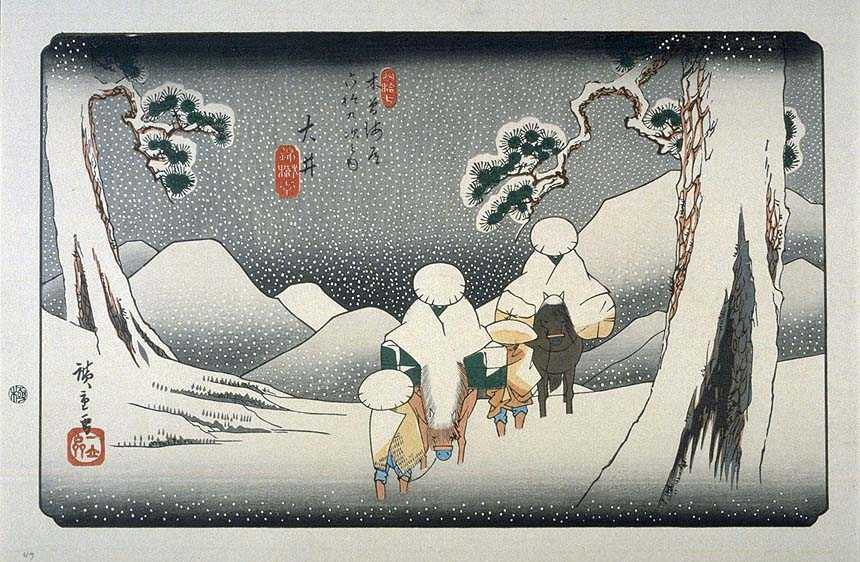
歌川広重「木曽海道六十九次・大井」

大井宿（おおいじゅく）は、中山道の46番目の宿場。美濃国恵那郡大井村（現・岐阜県恵那市）に存在した。
江戸方から、横町・本町・竪町・茶屋町・橋場と5町があった。それぞれの町は6ヶ所の枡形によって区切られていた。
住民の多くは農商も兼ねていた。大井宿までは信州からの牛荷物も多く往来し賑やかであったという。
大井宿から槙ヶ根追分を経て、下街道を利用する旅人も多かった。なお、川越街道の大井宿（埼玉県ふじみ野市）とは別物である。

## 概略
- 尾張藩領（1843年）
- 人口：466人
- 家数：110軒[1]
- 本陣：1軒
- 脇本陣：1軒
- 旅籠：41軒[1]

## 満足和歌集にある岡田善政の大井宿
江戸幕府の旗本で笠松陣屋で美濃国の幕府領を管理していた岡田善政が満足和歌集に大井宿のことを書き記している。
「まさしくたもつといふ年の三年（正保三年）葉月はじめのほど、江戸を出侍り、十六日まごめの峯くだるより、みのゝ國を見おろして、今ぞ心おちゐにける。その夜は大井の里にとまる。此所は慶長の末つかたまでは、伊勢の翁（善政の父の善同）のあづかり所にて、たびたびきかよふ里なり。今やどる家のあるじも、むかしのずさなり。ふる人も此家にやどりなれ給ひてしとおもひ出づれば、庭のやり水かけとまる心ちらして涙もよゝと流れそひぬ。物語に、あかしのあま君、おやそんわうの後を尋ねて、年へてのぼり住みける都にちかき大井の宿、むらさき式部が筆のすさびも思ひ出られて」　「くみてしる都の宿のあはれさは　こゝも大ゐの里のいさら井」

## 最寄り駅
- JR中央本線・明知鉄道明知線 恵那駅

## 史跡・みどころ
- 上宿石仏群
- 高札場
- 本陣跡（岐阜県指定史跡[3]）
- 中山道ひし屋資料館（大井村庄屋古山家）
- 宿役人の家（林家）
- 白木番所跡
- 中山道広重美術館
- 西行硯水公園
- 中山道明治天皇大井行在所（旅籠伊藤家）

大湫宿までの史跡・みどころ
- 西行塚
- 槙ヶ根一里塚
- 槙ヶ根立場
- 深萱立場跡

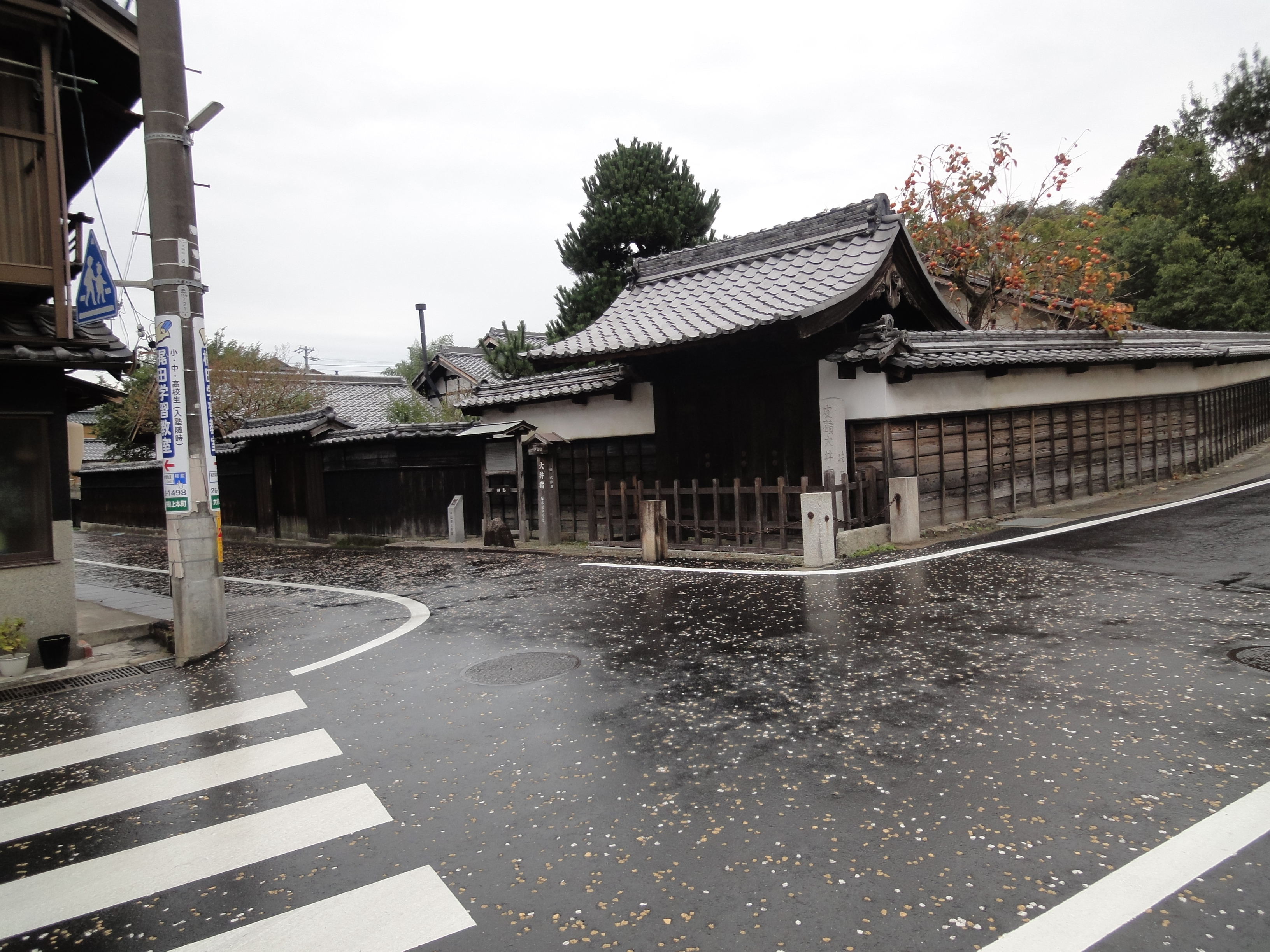
本陣跡

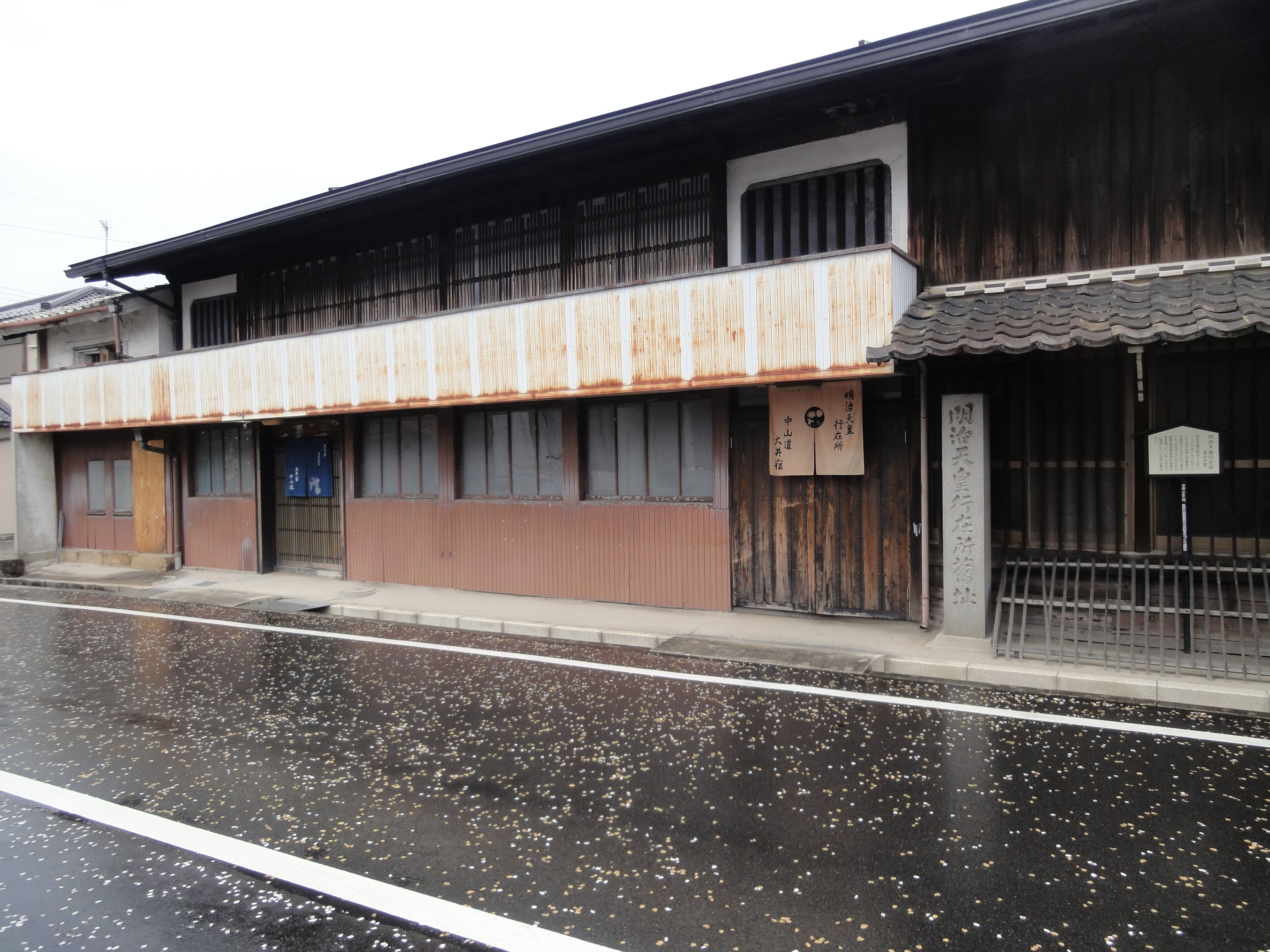
明治天皇行在所は旅籠から作った。

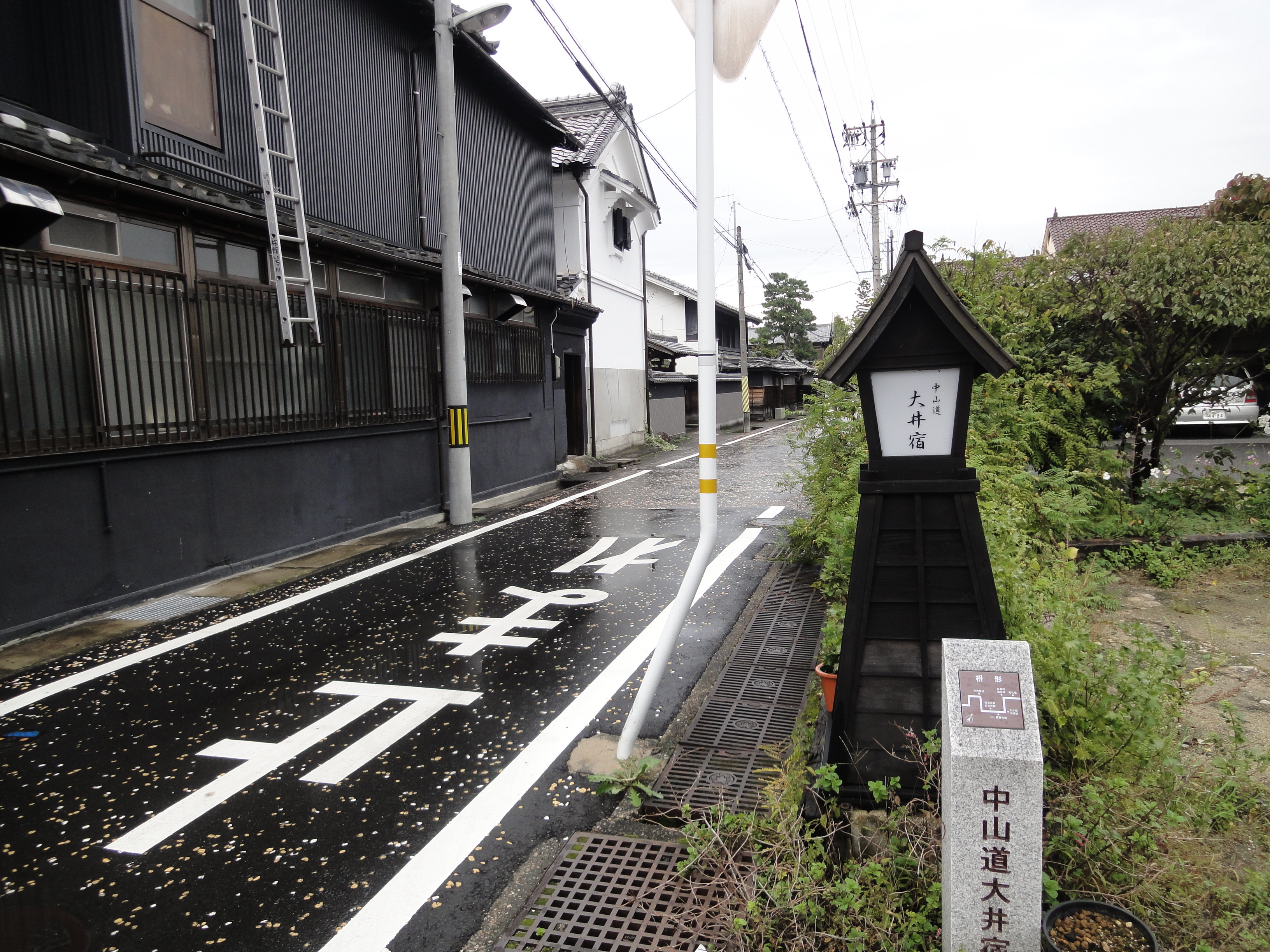
距離標

  - 名古屋城下に至る下街道（したかいどう）との追分であった。

## 隣の宿
中山道
中津川宿 - 大井宿 - 大湫宿